# Watsonarctia obscura
Watsonarctia obscura là một loài bướm đêm thuộc phân họ Arctiinae, họ Erebidae.